# Mugnano del Cardinale
Mugnano del Cardinale è un comune italiano di 5 187 abitanti della provincia di Avellino in Campania, con un territorio comunale che va dai 223 m s.l.m. ai 1406 m s.l.m.
Divenne celebre nel mondo agli inizi dell’800 poiché ivi arrivarono le spoglie della santa  e martire della Chiesa Cattolica Filomena di Roma.
Oggi le sue spoglie sono conservate nel Santuario di Santa Filomena,principale luogo di culto della Santa nel mondo.

## Storia
Esistono svariate teorie sull’origine del nome del paese. Ad oggi si ritiene che il nome derivi dalla divinità di Giove Ammone, al quale era dedicato probabilmente un tempio sul colle Litto. Quello che è certo è che il paese ha origini molto antiche. L’attuale Mugnano del Cardinale deriverebbe dalla fusione di più nuclei abitati, di origine ed età diverse. La prima notizia documentata dell’esistenza di Mugnano del Cardinale, risale al 1135 (pergamena n.219 dell’Archivio di Montevergine). Nel 1805 giunsero in paese le spoglie di Santa Filomena, che resero famoso il nome di Mugnano del Cardinale in tutto il mondo. Tra la fine dell'800 e i primi decenni del Novecento Mugnano diventò un importante centro di studi, con il ginnasio "A. Manzoni", presso San Pietro a Cesarano, e con la scuola normale Maria Cristina di Savoia. Come accennato in precedenza, il paese è divenuto famoso grazie alla santa di nome Filomena. Questa era una martire fanciulla, le cui reliquie furono trasportate da Roma fino a Mugnano del Cardinale e fu Ponzetti, custode di queste reliquie, ad affermare che la ragazza che vi si trovava aveva tra i  tredici e i quattordici anni.  Fu, inoltre, comunicato che al suo interno vi era un vaso con il sangue di Filomena. All'arrivo di santa Filomena a Mugnano del Cardinale saranno legati poi vari miracoli. Santa Filomena è la patrona della gioventù, assiste le partorienti ed è di conforto ai carcerati. La ricorrenza della santa è l'11 agosto nel santuario e viene celebrata con i battenti. La santa non viene celebrata solo a Mugnano ma anche in altri paesi dove è venerata.

### Simboli
Lo stemma comunale si può blasonare di cielo, alla torre d'argento, murata di nero, merlata alla guelfa di quattro, finestrata e chiusa di nero, detta torre si erge a metà di una collina, di verde, movente dal fianco sinistro in sbarra ed estesa fino al fianco destro. Il gonfalone è un drappo di azzurro.

## Monumenti e luoghi d'interesse
A Mugnano del Cardinale è presente il principale santuario nel mondo dedicato a santa Filomena di Roma, collocato nella piazza principale del paese.
La facciata domina dall'alto la strada che dall'Irpinia porta a Nola e ha due campanili identici, uno a destra e uno a sinistra.

### Santuario di Santa Filomena
La basilica è un edificio del XVII secolo costruita in onore della Madonna delle Grazie.
Il fondatore di questo Santuario fu Francesco De Lucia, nato a Mugnano del Cardinale il 19 settembre 1772. Nel 1805 ottenne da  Pio VII un sacro corpo, con un’ampollina contenente del sangue, appartenente alla Vergine e Martire Filomena, rinvenuto nelle Catacombe di Priscilla il 25 maggio 1802. Il corpo venne sistemato in una statua di fanciulla rivestita da ricche vesti. La statua venne posta nella chiesa della Madonna delle Grazie il 10 agosto. Da quel giorno il culto di S. Filomena si diffuse in tutta Italia, e dall'Italia in tutto il mondo.

### Castello del Litto
A 753 m slm si trova il Castello del Litto, dall'omonima località Litto, in cui si conservano pochi ruderi che si elevano fino a 3-4 metri costruite con pietre calcaree appena sbozzate legate da abbondante malta. Le prime notizie storiche del castello risalgono al XIV e al XVIII secolo ove Luigi Giustiniani che nel suo Dizionario Geografico del Regno di Napoli dà notizia del ritrovamento dalle alture del Litto di monete d'oro e di alcuni idoli di bronzo distrutti. Sostò per il Castello anche Manfredi, figlio di Federico II, nel 1254 durante la fuga da Aversa verso Melfi. In passato serviva da punto di sosta per i pellegrini provenienti dal nolano e diretti a Montevergine. Costruito su una posizione dominante assicurava il controllo della Valle del Gaudio, dove transita l'importante strada regia delle Puglie.

## Società

### Evoluzione demografica
Abitanti censiti

## Cultura

### Cucina
Un prodotto tipico del territorio è il salame di Mugnano, riconosciuto come prodotto agroalimentare tradizionale.

### I battenti di Santa Filomena
I battenti di Santa Filomena  rappresentano una delle manifestazioni più importanti di Mugnano del Cardinale. Essa risale al 1934 e i protagonisti sono i fedeli del paese, che intraprendono un lungo viaggio di devozione alla santa nella seconda domenica di agosto. Il nome della manifestazione deriva dalla pratica, compiuta dai fedeli, di battere continuamente e a ritmo i piedi indossando, seguendo la tradizione, maglie e pantaloni bianchi, che rappresentano la purezza della Santa; i piedi scalzi e una fascia rossa simboleggiano, invece, il martirio della Santa. I fedeli che intraprendono questo viaggio sono moltissimi ed hanno come punto di partenza Cimitile, che è la sede delle basiliche paleocristiane che simboleggiano il martirio, per poi raggiungere il santuario di Mugnano dedicato alla Santa. Tutti i gruppi di fedeli sono guidati da un dirigente, "O Cap Vattient", che suonando la sua trombetta guida le schiere pronunciando alla partenza: "A’NNOM E SANTA FILOMENA…. VIVI O’MUORT…. TUTTI A MUGNANO", come per dare un inizio a quello che sarà il loro lungo viaggio. A Mugnano tipicamente ci sono tre squadre di battenti: la prima squadra è quella più importante e numerosa, che prima di giungere al santuario si unisce alla "Barca" (rappresentazione della Santa in cartapesta che varia ogni anno), che viene portata in spalla da alcuni fedeli che si differenziano dagli altri perché indossano una fascia azzurra.  Giunto al santuario, il gruppo si inginocchia per qualche minuto per mostrare devozione alla Santa, per poi proseguire in ginocchio fino all’urna della martire dove sono posti ceri e fiori. La grande manifestazione si conclude con l’arrivo delle altre due squadre e con la celebrazione della Santa Messa. Questo rito in onore della Santa ha un importantissimo valore identitario per il popolo di Mugnano del Cardinale, infatti per questa manifestazione sono molti i fuochi d’artificio sparati e gli emigrati mugnanesi che tornano in paese per il grande evento.

## Amministrazione

### Sindaci
| Periodo | Periodo   | Primo cittadino       | Partito                                | Carica                    | Note |
| ------- | --------- | --------------------- | -------------------------------------- | ------------------------- | --- |
| 1972    | 1978      | Salvatore Napolitano  | lista civica “Aquila”                  | Sindaco                   | |
| 1978    | 1983      | Salvatore Napolitano  | lista civica “Aquila”                  | Sindaco                   | |
| 1983    | 1988      | Girolamo Bianco       | Democrazia Cristiana                   | Sindaco                   | |
| 1988    | 1991      | Salvatore Napolitano  | lista civica “Aquila”                  | Sindaco                   | deceduto in carica il 09/03/91.                                                                              |
| 1991    | 1993      | Camillo Onofrietti    | lista civica “Aquila”                  | vicesindaco f.f.          | |
| 1993    | 1996      | Matteo Vasta          | Democrazia Cristiana                   | Sindaco                   | mandato interrotto per le dimissioni della maggioranza dei consiglieri.                                      |
| 1996    | 1996      |                       |                                        | Commissario Straordinario | |
| 1996    | 2001      | Giovanni Colucci      | lista civica ”Nuova Alleanza Popolare” | Sindaco                   | |
| 2001    | 2006      | Giovanni Colucci      | lista civica "Nuova Alleanza Popolare" | Sindaco                   | |
| 2006    | 2006      | Giovanni Colucci      | lista civica “Nuova Alleanza Popolare” | Sindaco                   | mandato in violazione dell’Articolo 51 Testo unico degli enti locali (TUEL),dichiarato decaduto il 01/02/08. |
| 2006    | 2008      |                       |                                        | Commissario Straordinario | |
| 2008    | 2013      | Nicola Bianco         | lista civica “Nuova Alleanza Popolare” | Sindaco                   | |
| 2013    | 2018      | Nicola Bianco         | lista civica "Nuova Alleanza Popolare" | Sindaco                   | |
| 2018    | 2023      | Alessandro Napolitano | lista civica “Terra Nostra"            | Sindaco                   | |
| 2023    | in carica | Alessandro Napolitano | lista civica "Terra Nostra"            | Sindaco                   | |

### Altre informazioni amministrative
Il comune fa parte della Comunità montana Partenio - Vallo di Lauro e dell'Unione dei comuni Baianese - Alto Clanis.